# Reserva Natural de Linhares
Reconhecida como Patrimônio Natural da Humanidade em 1999 pela UNESCO, a Reserva Natural de Linhares (também conhecida como Reserva Natural Vale) é um dos 14 centros de alta diversidade e endemismo do Brasil e uma das áreas de conservação mais bem protegidas da América do Sul.
Sua área compreende 21.787 hectares do município brasileiro de Linhares (ES), constituindo cerca de 90% de Mata Atlântica remanescente no estado do Espírito Santo juntamente com a Reserva Biológica de Sooretama.

## História
A Reserva Natural de Linhares é um  importante ativo de sustentabilidade e relacionamento da Vale, localizada no no norte do Espírito Santo, abrangendo uma área de aproximadamente 23 mil hectares de Mata Atlântica, um dos biomas mais ameaçados do mundo. Junto com a Reserva Biológica de Sooretama (RBS) formam o Complexo Florestal Linhares-Sooretama, o maior bloco florestal do Espírito Santo, com mais de 50.000 hectares, representando 11% do que restou da floresta atlântica no ES. 
Esta localizada no Circuito do Verde e das Águas, uma das principais rotas turísticas do estado. Oferece uma ampla área verde para lazer, com trilhas ecológicas, torre de observação da natureza, coleções botânicas vivas, incluindo palmetos e pomar, bem como um herbário, coleções secas de madeiras, frutos e sementes, além de uma coleção de insetos.
Oferece ações de Educação Ambiental para a comunidade e é um local ideal para o desenvolvimento científico, com grande potencial para descobertas e aprendizagens. Além disso, conta com talhões de pesquisa focados em silvicultura, sistemas agroflorestais e bioeconomia.
Possui um viveiro com capacidade anual para produção de 2,5 milhões de mudas nativas da Mata Atlântica para ações de restauração florestal. 

## Objetivo
A Reserva possui diretrizes voltadas à proteção e conservação da biodiversidade com atividades que abrangem a proteção ecossistêmica, implantação e condução do programa de pesquisa envolvendo ecossistemas tropicais, capacitação e treinamento de mão-de-obra, além do desenvolvimento tecnológico para a recuperação de ecossistemas degradados. 

## Clima
O clima na região é do tipo tropical, quente e úmido, apresentando verão chuvoso e inverno seco. A temperatura média anual é de 23,3°C, variando entre 14,8 e 34,2°C (média das mínimas e máximas, respectivamente). A precipitação pluviométrica média anual é de 1.202 mm, caracterizada por uma forte variação entre anos. Em geral, as chuvas se concentram no período de outubro a março.

## Flora
Já são conhecidas mais de 2.650 espécies, sendo 920 arbóreas, 440 arbustivas, 990 herbáceas, 280 cipós lenhosos e 25 palmeiras, incluindo 37 bromélias e 110 orquídeas.

## Ecossistemas
O regime climático e a semi-deciduidade (perda de folhas no período de seca) de um contingente significativo dos elementos arbóreos que compõem a vegetação é uma das principais características da Reserva, o que permite identificá-la como uma floresta estacional semidecidual (perde de 20 a 50% das folhas nos períodos secos).
Formações vegetais naturais dentro da Reserva
- Floresta de tabuleiro – ocupa por volta de 68% da área total da Reserva.

As árvores do dossel atingem 60 metros de altura, podendo uma árvore alcançar até 40 metros. Em uma área de 0,1 hectare podem ser encontradas 216 espécies, sendo 99 arbóreas. Somente em florestas da região de Chocó, na Colômbia, e na Floresta de Dipterocarpus, em Bornéu, existem áreas tão ricas em espécies como na Floresta Atlântica de tabuleiro.
As espécies dominantes: Rinorea bahiensis (Tambor), Dialium guianense (Jataipeba), Senefeldera multiflora (Sucanga), Ecclinusa ramiflora (Aça), Eugenia platyphylla (Batinga-casca-grossa), Virola gardneri (Bicuíba), Hidrogaster trinervis (Bomba-d'água), Terminalia kuhlmannii (Pelada), Eriotheca macrophylla (Imbiruçu) e Pterocarpus rohrii (Pau sangue).
- Floresta de mussunga - aproximadamente 7,9% da Reserva.

Acompanha os cordões de solos arenosos e possui sub-bosque com maior penetração de luz; as árvores se apresentam com menores diâmetros e com alturas de até 15 metros. São comuns nessa área as bromélias (23 espécies), orquídeas (57 espécies) e aráceas (21 espécies).
Dentre as espécies mais comuns destacam-se: Guapira opposita (João-mole), Kielmeyera albopunctata (Nagib), Andira nítida (Angelim-de-morcego), Manilkara subsericea (Sapatão), Simira eliezeriana (Maiate), Aspidosperma pyricollum (Pequiá-sobre), Eugenia sulcata (Araçatuba), Gomidesia martiana (Batinga-da-mussununga), Eugenia bimarginata (Batinga-cabocla), Ocotea neesiana (Canela-da-mussununga) e Ocotea notata (Zico).
- Brejo, floresta de várzea e floresta ciliar – 11,6% da Reserva.

Estão associados aos vales dos rios e áreas alagadas. Os brejos permanentes, que aparecem em alguns trechos ao longo de cursos d’água, apresentam espécies herbáceas, principalmente de Cyperaceae, extremamente adensadas, além de espécies das famílias Onagraceae, Melastomataceae, Poaceae e Asteraceae. A pteridófita Blechnum serrulatum (Samambaia-do-nativo) é frequente no entorno destas áreas, bem como Lygodium volubile (Samambaia-abre-caminho). Na transição destas áreas para a terra firme ocorrem Symphonia globulifera (Guanandi) e Jacaranda puberula (Carobinha).
A floresta ciliar apresenta uma estrutura com presença marcante de Marantaceae e palmeiras, além do palmito-doce (Euterpe edulis).
A floresta de várzea apresenta menor diversidade florística, cujas espécies alcançam 12 metros de altura. A espécie dominante é a Tabebuia cassinoides (Caixeta), mas também aparecem o Callophyllum brasiliensis (Guanandi-preto) e a Annona glabra (Araticum-do-brejo).
- Campos nativos – cerca de 6% da área.

Os campos nativos são formações que ocorrem exclusivamente no sul da Bahia e norte do Espírito Santo, aparecendo como encraves na floresta de tabuleiro ou na floresta de mussununga, e têm composição florística semelhante àquela encontrada nas restingas do sudeste brasileiro, e está ocupada por quatro fisionomias de campos nativos, estabelecidos sobre substrato arenoso:
a) Nativo graminóide denso – cobertura herbácea com 1,30 metros de altura e dominado principalmente pelo Panicum lagostachyum (Capim-do-nativo), entre outras;
b) Nativo graminóide – cobertura herbácea e arbustiva esparsa, dominado principalmente por Miconia albicans (Quaresma-da-mussununga), Tibouchina urceolaris (Quaresma-mirim), Bonnetia anceps (Abricó-do-nativo), Marcetia taxifolia (Alecrim-do-nativo), entre outras;
c) Nativo arbustivo – cobertura arbustiva de até 5 metros de altura, com predominância de Schefflera selloi (Imbaubão-do-nativo), Protium icicariba (Amesclão) e Tabebuia elliptica (Ipê-mirim), entre outras;
b) Nativo em moitas – formações de moitas de 5 metros de altura, principalmente com as espécies: Guapira pernambucensis (João-moleza), Gomidesia martiana (Batinga-da-mussununga), Chamaecrista ensiformis (Jaúna), Manilkara subsericea (Sapatão), Andira nitida (Angelim-de-morcego), Tabebuia elliptica (Ipê-mirim), entre outras.

## Fauna
A Reserva é um refúgio de vida silvestre. São mais de 600 espécies de vertebrados já registradas por diversos especialistas, , 71 de anfíbios, 65 de répteis, 369 de aves e 100 de mamíferos. Considerando apenas as aves, por exemplo, a riqueza registrada na Reserva corresponde a aproximadamente 5% de todas as espécies de aves existentes no mundo. Para os invertebrados, são mais de 900 espécies de insetos e 178 espécies de aranhas confirmadas na Reserva Natural de Linhares.
Além de servir como um vasto campo para pesquisas, a Reserva é uma das mais importantes áreas de preservação do país, contribuindo para a preservação de várias espécies ameaçadas de extinção como, por exemplo, Priodontes maximus (tatu-canastra), Cebus robustus (macaco-prego), Leopardus pardalis (jaguatirica), Panthera onca (onça-pintada), Puma concolor (onça-parda) e Cnemidophorus nativo (lagarto-de-Linhares), listadas na categoria Vulnerável. Na categoria Em Perigo de Extinção, são considerados: Crax blumenbachii (mutum-do-sudeste) e Amazona rhodocorytha (papagaio-do-espírito-santo) e na categoria Criticamente em Perigo está enquadrado o Alouatta guariba (guariba).

## Pesquisas
Em parcerias com diversas instituições, as pesquisas desenvolvidas na Reserva Natural de Linhares seguem as linhas de identificação e conservação de espécies da flora e fauna tropical; desenvolvimento de tecnologias silviculturais e de manejo florestal; recuperação ecossistêmica; amenização paisagística; ecologia tropical; estocagem de carbono e formação de ecossistemas de uso múltiplo.
No âmbito da flora, a primeira pesquisa realizada na Reserva foi o inventário florestal realizado pelo engenheiro florestal Dammis Heinsdijk, na década de 1960.
Um dos primeiros estudos relacionados à fauna data de 1985 e tratou de levantar a distribuição e o número de indivíduos de Crax blumenbachii (Mutum-do-sudeste) presentes na Reserva. Desde então, inúmeros foram os trabalhos que objetivaram diagnosticar a diversidade de espécies da região, bem como estudar a ecologia, o comportamento e as estratégias de conservação para a fauna local. Destaca-se o “Projeto Felinos”. Um projeto que monitora desde 2005 as espécies de felinos presentes na Reserva, por meio de armadilhas fotográficas com sensor de movimento. A partir desse projeto já foi possível identificar nove indivíduos de Panthera onca (onças-pintadas) para a Reserva e atualmente estão sendo realizadas também análises parasitológicas e genéticas através da coleta de amostras fecais, para verificar a saúde e entender melhor a estrutura genética desta, que representa uma das últimas populações de onça-pintada da Mata Atlântica.

## Viveiro de Mudas
A Reserva Natural de Linhares possui um viveiro que serve como berçário de novas florestas, onde são produzidas espécies florestais nativas para restauração da Mata Atlântica através da recomposição de matas ciliares, recuperação de áreas degradadas, recomposição de reservas legais, reflorestamentos para contenção de erosão e infiltração de águas pluviais, arborização urbana e reflorestamentos em geral.
A produção de mudas teve início no final da década de 1960 e aumentou consideravelmente seu volume a partir de 1970.
As espécies produzidas no Viveiro da Reserva pertencem a diversos ecossistemas brasileiros e a outras regiões tropicais do mundo. Entre as espécies mais conhecidas, podemos citar: jacarandá, pau-brasil, braúna-preta, jequitibá, cedro, pau-ferro, peroba, jatobá, paineira, macanaíba, angelim, sapucaia, figueira, araçá, ipês, canelas e palmeiras.

## Visitação pública
A Reserva Natural de Linhares conta com uma ampla área verdade para lazer, composta por trilhas ecológicas interpretadas e sinalizadas, Centro de Treinamento com 2 auditórios, área para piquenique, lojinha de suvenires, Floresta interativa (sala com óculos de realidade virtual) torre de observação da natureza, coleções botânicas vivas, incluindo palmetos e pomar, bem como um herbário, coleções secas de madeiras, frutos e sementes, além de uma coleção de insetos. Atualmente a visitação funciona de terça de domingo de 8:30 da manhã até as 16 horas da tarde. 